# Carlos Franqui
Carlos Franqui (Cifuentes, 4 de dezembro de 1921 - San Juan, 16 de abril de 2010) foi um poeta, jornalista, crítico de arte e ativista político cubano.
Após o golpe de Fulgencio Batista em 1952, envolve-se com o Movimento 26 de Julho dirigido por Fidel Castro. Após o sucesso da Revolução Cubana em 1959, ele foi colocado à frente do jornal Revolución da rebelião, que se tornou uma publicação oficial do governo. Quando teve divergências políticas com o regime, deixou Cuba com sua família. Em 1968 ele rompeu com o governo cubano ao assinar uma carta condenando a invasão soviética da Tchecoslováquia. Ele se tornou um crítico vocal do governo de Castro, escrevendo com frequência até sua morte em 16 de abril de 2010.

## Primeiros anos
Nascido no canavial, ingressou em uma escola profissionalizante, onde ingressou no Partido Comunista de Cuba. Ele abriu mão da oportunidade de entrar na Universidade de Havana para se tornar um organizador profissional do partido aos 20 anos. Depois de organizar o partido com sucesso em várias pequenas cidades, ele deixou a organização e se tornou um esquerdista não filiado.
Ele se voltou para o jornalismo para ganhar a vida e se envolveu em diversos movimentos literários e artísticos. Fez amizade com artistas cubanos, incluindo o escritor Guillermo Cabrera Infante e o pintor Wifredo Lam.

## Papel na revolução cubana
Após o golpe de Fulgencio Batista em 1952, envolve-se com o Movimento 26 de Julho liderado por Fidel Castro. Ele coeditou o jornal underground Revolución em Havana, assumindo a responsabilidade pela informação pública. Um artigo em particular relatou o desembarque do Granma e confirmou que Castro estava seguro na Sierra Maestra. Por isso ele foi preso e torturado pela polícia. Após sua libertação, ele se exilou primeiro no México e depois na Flórida. Após sua libertação, ele se exilou primeiro no México e depois na Flórida , mas logo foi convocado por Castro para a Sierra Maestra para continuar a trabalhar na Revolución e também na Rádio Rebelde , a estação de rádio clandestina do movimento guerrilheiro.
Após o sucesso da Revolução Cubana em 1959, ele foi colocado à frente da Revolución, que se tornou um órgão oficial do governo. Durante sua gestão como redator, manteve um certo grau de independência da linha oficial e deu ênfase às artes e à literatura, lançando o suplemento literário Lunes de Revolución, dirigido por Guillermo Cabrera Infante e com trabalhos de grande qualidade de autores cubanos e internacionais. Sua posição permitiu-lhe viajar extensivamente fora de Cuba. Durante suas viagens pela Europa, ele conheceu artistas e intelectuais, incluindo Pablo Picasso, Miró, Calder, Jean-Paul Sartre, Simone de Beauvoir e Julio Cortázar. Um número significativo desses artistas viajou para Cuba. Uma das visitas mais memoráveis foi a de Sartre e Simone de Beauvoir.
Franqui teve desentendimentos frequentes com o governo, o que acabou levando à sua renúncia da "Revolución" em 1963. O jornal foi fechado. Após sua renúncia, Franqui dedicou-se a projetos de arte. Em 1967, ele organizou a exposição Salón de Mayo em Havana, onde muitos dos principais artistas do mundo estavam representados.

## Exílio de Cuba
Ele continuou a ter problemas com o governo cubano. Ele foi autorizado a deixar Cuba com sua família  – Um emigrado em vez de exilado – e se estabeleceu na Itália, onde trabalhou como representante cultural não remunerado de Cuba. Em 1968, ele rompeu oficialmente com o governo cubano ao assinar uma carta condenando a invasão soviética da Tchecoslováquia. 
Agora definitivamente exilado, sua produção literária aumentou. Franqui foi o autor de vários relatos da Revolução Cubana, incluindo El Libro de los Doce (O Livro dos Doze) e Diario de la Revolución Cubana (O Diário da Revolução Cubana). Colaborou com Joan Miró, Antoni Tàpies, Alexander Calder e outros em publicações de artes gráficas, bem como em outras obras sobre arte contemporânea, algumas das quais editou em italiano com pseudónimos. Ele escreveu vários livros de poesia também.
Ele continuou a fazer campanha contra a repressão em Cuba e outros países. Ele foi oficialmente considerado traidor pelo governo cubano, que o acusou de ter ligações com a Agência Central de Inteligência dos Estados Unidos. Depois de romper relações com Cuba, o governo cubano começou a retocar a imagem de Franqui a partir de fotos que documentavam os primeiros anos da revoluçãoː
Franqui respondeu com um poema:
Eu descubro minha morte fotográfica.

Eu existo?
Eu sou um pouco preto,
sou um pouco branco,
sou um pouco merda,

No colete do Fidel.
No início da década de 1990, mudou-se para Porto Rico,  onde viveu em semi-aposentadoria. Em 1996, ele fundou Carta de Cuba, um jornal trimestral com trabalhos produzidos em Cuba por jornalistas e escritores independentes. Ele editou a publicação até sua morte em 16 de abril de 2010, em Porto Rico.

## Obras
- Franqui, Carlos. Diary of the Cuban Revolution. [S.l.]: Library of America. ISBN 0-670-27217-5
- Franqui, Carlos. Cuba, La Revolucion/ Cuba, the Revolution: Mito O Realidad/ Myth or Reality (El Ojo Infalible). [S.l.]: Peninsular Publishing Company. ISBN 970-777-137-2
- Franqui, Carlos (1984). Family Portrait With Fidel: A Memoir. [S.l.]: Random House, New York. ISBN 0-224-02268-7
- Franqui, Carlos (2001). Camilo, el Héroe Desaparecido (em espanhol). [S.l.]: Planeta. ISBN 0-9715256-3-3
- Franqui, Carlos Franqui (2006). Cuba, la revolución, mito o realidad?: memorias de un fantasma socialista (em espanhol). [S.l.]: Ediciones Península. ISBN 9788483077252